# NGC 6896
NGC 6896 је двојна звезда у сазвежђу Лабуд која се налази на NGC листи објеката дубоког неба.
Деклинација објекта је + 30° 38' 26" а ректасцензија 20h 18m 3,6s. Привидна величина (магнитуда) објекта NGC 6896 износи 12,3.